# 路易·洛弗雷
路易·洛弗雷（法語：Louis Laufray，1881年10月1日—1970年2月4日），法国男子游泳、水球运动员。他曾代表法国参加1900年夏季奥林匹克运动会，获得一枚铜牌。他原本也获得1912年夏季奥林匹克运动会的参赛资格，但最终他并未参赛。